# さらば愛しきルパンよ
『さらば愛しきルパンよ』（さらばいとしきルパンよ）は、1977年から1980年に放送された『ルパン三世 (TV第2シリーズ)』（以下、『TV第2シリーズ』）第155話（最終話）のサブタイトル。1980年10月6日に放送され、宮崎駿が「照樹務」名義で脚本・演出を担当した。

## 概要
『TV第2シリーズ』に不満を感じた宮崎が制作し、第145話「死の翼アルバトロス」同様、イメージが違うとして日本テレビのスタッフが没にしようとした経緯を持つ。当初のシナリオ・タイトルは、「ドロボウは平和を愛す」であった。
作品としては、ロボット兵が登場し、ヒロインの声が島本須美であるなど、宮崎の代表作『風の谷のナウシカ』や『天空の城ラピュタ』の原型となる特色が強い。ラストについては、劇場映画第2作『ルパン三世 カリオストロの城』におけるエンディングや、冒頭のカーチェイスを彷彿とさせるものとなっている。最終回であるにもかかわらず、偽ルパン一味や銭形に変装したルパンの登場シーンが大多数を占めており、不二子や本物のルパン・次元・五ェ門・銭形の登場シーンは少ない。

### ファンによる評価
ファンによるアニメのルパンTVシリーズ全作品（全エピソード）投票では、常にトップランクインする人気の高いエピソードとして知られる。これまでに実施されたファン投票のうち、代表的な事例は下記の通り。
「ルパン三世アニメ40周年記念 マイ・ベストエピソード投票」
2011年に実施。このうち「TV第2シリーズ部門」では本作が第1位になり、宮崎作品のルパンでは劇場版・OVA部門の『ルパン三世 カリオストロの城』とともに二冠を達成した。
「ルパン三世ベストセレクション」
2017年、日本テレビの深夜アニメ枠『AnichU』ほかで放送するために実施。第1シリーズから当時の最新TVシリーズであった第3シリーズまでの全228話から事前にファン投票を実施し、第1位に選ばれている（なお正式に第1位ということが明らかになったのは上記セレクション放送最終回において。詳しいことは出典か番組の詳細情報を書いたリンク先を参照）。
「みんなが選んだルパン三世」
2021年、アニメ開始50周年記念企画として『金曜ロードショー』でファン投票上位4エピソードを放送するために実施。この時点での最新TVシリーズであった第5シリーズまでの全276話から、今回も第1位を獲得した（TVシリーズとは別にTVスペシャルの投票も実施されているがそちらについてはTVスペシャルシリーズ第9作『ルパン三世 ワルサーP38』などを参照）。
第4位を獲得した「死の翼アルバトロス」に続けて放送されたため、オープニングがカットされている。

## あらすじ
1981年の東京。謎のロボットが突如上空に現れ、宝石店を襲撃する。去り際にロボットが残したのは、ルパンの犯行声明カードであった。
ロボットの正体は、国防軍の依頼で永田重工で開発され輸送中に何者かによって強奪されていた装甲ロボット兵「ラムダ」だった。テレビ局にルパンのメッセージビデオが届くに至り、日本政府は非常事態宣言を発令し、ラムダの破壊を決定。日本に帰国した銭形警部は「ルパンがこんなことをするはずがない、あれは偽者だ」と主張するが、警視総監は聞く耳を持たず、街中には出動した国防軍の操る戦車部隊が展開される。
そして再び出現したラムダに対し国防軍は、血気に逸るあまり、市民が避難する前に攻撃を開始し、戦車隊の発砲で街は大パニックに陥る。だがその混乱の中、銭形はラムダが逃げ遅れた人々をかばう姿を見た。追跡の末、銭形はルパンのアジトを突き止めるが、ルパン一味に捕らわれてしまう。
拘束された銭形の前に、ラムダを操縦していた娘が姿を見せる。彼女はロボット科学者・小山田博士の娘である小山田真希。永田重工の資金援助で装甲ロボット兵を開発した小山田博士は、その危険性を感じて開発を中止しようとしたが、研究データ全てを永田重工に奪われて、失意の内に亡くなっていた。真希は父の遺志を継ごうとするも、軍事機密の壁に阻まれて明かす事が出来ず、そんな所をルパン一味に唆されてロボットを操り、犯罪を行うことでロボット兵の危険性を世間に訴えようとしていたのだった。
ところがルパン一味は真っ赤な偽者であり、ロボット兵の危険性を訴えるどころか、むしろロボット兵を量産し儲けようと企む永田重工の手の者だった。一連の騒ぎでロボット兵の有効性を十分にデモンストレーションでき、国防会議による量産型ロボット兵の大量発注も決まったとほくそ笑む偽ルパン一味は、用済みになった真希を縛り上げてラムダに乗せ、国防軍に撃墜させて証拠隠滅を図ろうとする。
しかしアジトが爆破され、ラムダが飛び立った時、脱出した銭形がラムダに飛び乗った。爆風により変装の取れた顔を見て真希は驚く。なんと銭形に変装していたのは本物のルパンだったのだ。ルパンは、偽ルパン一味およびその黒幕である永田重工社長と決着をつけるべく、真希の操縦するラムダと共に、川越にある本社工場へ向かう。
これを報道で知った社長と偽ルパン一味は逃亡を図るが、既にラムダは到着しており、偽ルパン一味も「本物」によって成敗される。逃げ場を失った社長は、「ラムダ」と同じ装甲ロボット兵で自律行動可能な改良型の「シグマ」にルパンを始末させようとするが、既にシグマは制御プログラムを真希によって改変されており、暴走して工場を破壊し始める。こうして永田重工の野望は全て水泡に帰した。
明け方、燃えさかる工場の前には機動隊と本物の銭形がいた。偽ルパン一味を抱えたラムダとともに銭形の前に立ち、「全てをお話しします」と告げる真希。そして本物のルパン達は、晴れやかな笑顔と共に何処かへと去ってゆくのだった。

## 声の出演
- ルパン三世 - 山田康雄
- 次元大介 - 小林清志
- 峰不二子 - 増山江威子
- 石川五右ェ門 - 井上真樹夫
- 銭形警部 - 納谷悟朗
- 小山田真希 - 島本須美
- 永田重工社長 - 大宮悌二
- 警視総監 - 上田敏也
- 国防軍兵士、アナウンサー他 - 長堀芳夫、笹岡繁蔵、広瀬正志、山本敏之

## レギュラーキャラクター以外の登場人物
ルパン三世 (TV第2シリーズ)の登場人物#第155話「さらば愛しきルパンよ」を参照。

## スタッフ
- 原作 - モンキー・パンチ
- 監修 - 鈴木清順
- 企画 - 吉川斌、小坂敬（ノンクレジット）、藤岡豊（ノンクレジット）
- 脚本 - 照樹務（宮崎駿）
- 音楽 - 大野雄二
- キャラクターデザイン - 北原健雄
- 作画監督 - 北原健雄、丹内司
- 作画監修 - 大塚康生（ノンクレジット）
- 美術監督 - 龍池昇
- 美術設定 - 山本二三、松浦裕子
- 撮影監督 - 小林健一、長谷川肇
- 録音監督 - 加藤敏
- 選曲 - 鈴木清司
- 編集 - 鶴渕允寿、高橋和子
- プロデューサー - 高橋靖二、高橋美光
- シリーズ構成 - 大和屋竺
- 文芸担当 - 飯岡順一
- 制作担当 - 仙石鎮彦
- 絵コンテ - 照樹務
- 原画 - 友永和秀、山内昇寿郎、道籏義宣、篠原征子、柏田涼子
- 動画 - 藤村和子、浜畑雅代、大里美和子、小野昌則、道籏真佐美、平間久美子
- 指定 - 近藤浩子
- 仕上 - 八尋清美
- 演出 - 照樹務
- タイトルデザイン - 高具秀雄
- 背景 - 張本源
- 撮影 - 野村隆、首藤真平、金井弘
- 音響効果 - 糸川幸良（宮田音響）
- 録音技術 - 飯塚秀保
- 制作進行 - 川内慎二
- オープニングテーマ - 『ルパン三世'80』
  - 作曲・編曲 - 大野雄二
  - 演奏 - ユー&エキスプロージョンバンド
- エンディングテーマ - 『ラヴ・イズ・エヴリシング』
  - 作詞 - 奈良橋陽子、杉山政美
  - 作曲・編曲 - 大野雄二
  - 唄 - 木村昇
  - コロムビアレコード
- 連載誌 - 週刊Weekly漫画アクション、パワァ・コミックス（双葉社刊）
- 録音 - 東北新社
- 現像 - 東京現像所
- 製作協力 - 東京ムービー、テレコムアニメーションフィルム（ノンクレジット）
- 製作 - 東京ムービー新社、日本テレビ（ノンクレジット）

## ロボット兵
ロボット兵ラムダは、ほぼ同じ姿で『天空の城ラピュタ』にも登場している。
ただし、ラピュタのロボット兵は無人で自律行動しているのに対し、基本的にラムダは真希の搭乗・操縦によって動く。真希が搭乗していない状態でも自立し「おいで」という真希の呼びかけに反応してついていったり、ラストでニセルパン一味を両腕で捕まえて真希と並んで歩くなど、こちらもある程度無人でも行動できる。
推進飛行については、頸部についたプロペラではなく、胸部の噴射口からジェット噴射のように火を噴いて飛ぶ。また、シグマは頭部が二つあり、四つん這いで歩行する。プロペラが無いので飛行可能かどうかは不明。
フライシャー兄弟の『スーパーマン』の1エピソード「謎の現金強奪ロボット」に登場するロボットのデザインに酷似し、ロボットの開発シーンなど、『スーパーマン』でメカニカルモンスターが登場した回のものとほぼ同じレイアウトも存在する。また、それを示唆する銭形のセリフもある。

## 備考
- クライマックスの展開は、本シリーズ（第2シリーズ）に登場しているルパンは実は偽者だったのではなかろうか、という問いかけになっている。放映直後の『アニメージュ』誌のインタビューにおいても宮崎駿がその意図をこめて演出したことを認めているが、公式媒体等では新ルパンの物語はすべて本物であったという扱いになっている。なお、後に宮崎は「ルパン達だけでやれたと思うんです。ホントに…。ニセルパン出さなくても、できたんです。（一部省略）ああいう馬鹿な事やってしまったんです。よくなかったと思ってる」（LUPIN THE THIRD VOL2より抜粋）と述べている。
- ラストシーンでルパンたちの乗る車は、アルファロメオ・グランスポルトやメルセデスベンツSSKではなく、宮崎お気に入りのフィアット・500であった。同車は劇場版第2作『ルパン三世 カリオストロの城』でも活躍している（当時、宮崎が所有していたのはクラリスの乗る2CVで、500は大塚康生が所有していた）。
- 本編前半にて、偽銭形警部（ルパンの変装）が乗車しているオレンジ色の電車は モハ103-669 とあり、103系をモデルにしている。また、「次は “なかの”。」と車内放送されている。なお、当時103系を使用し、東京の“なかの”と呼ばれる地域を通過する路線は「中央本線」しか無く、該当する駅は「中野駅」しか無い。また、劇中ラムダが地下鉄内を飛んでいる際に後ろを走っているオレンジ色の車輛は行き先が「森林公園」と書かれ、「地下鉄南北線」と呼称されているが、実際の南北線は1991年の開業である。
- 劇中登場する偽ルパン一味のアジト「葉桜」の看板は、実際に環七通りと中央線が交差する高円寺中学校付近から「黄桜」の看板として確認できたが、2000年代に撤去された。ビル自体は現存する。同じく作中で登場する中野病院も早稲田通り（大和陸橋付近）に2000年代まで存在したが、現在は違う医院となっている。なお、銭形が電車の窓から飛び降りて、ラムダと戦車隊の市街戦が繰り広げられる場所は新宿駅東口近辺だが、今とはビルのテナントが全く違っている。
- 本シリーズ放送期間中は、丁度、警視庁本庁舎の建て替え工事期間と重なっており、本シリーズで警視庁本庁舎が登場する際は、1931年（昭和6年）に竣工した旧庁舎が描かれていたが、本話は本シリーズで唯一、1980年6月に竣工した建て替え後の現在の警視庁本庁舎が描かれている。
- ラストシーンは絵コンテ段階では、朝陽に向かい去ってゆくルパンたちを背後からとらえたものであったが、製作時のミスで尺が不足したために急遽現在のものに変更された。没になった当初シーンもフィルムは完成しており、前話（第154話）の次回予告でのみ使用されている。
- 2012年11月2日に放送されたTVスペシャルシリーズ第23作『ルパン三世 東方見聞録 〜アナザーページ〜』では回想シーンにロボット兵ラムダが登場している。
- 広島テレビ放送では、19:30からの『推理クイズ・私がほんもの!』を30分先行ネット（19:30からTBS系同時ネット番組を編成し、本番組を遅れネットとしていた福井放送・四国放送・南海放送と同時間帯）とし、プロ野球広島東洋カープ対読売ジャイアンツ戦中継（対巨人戦ながらローカル放送）を19:30から放送した上で、本番組と『NTV紅白歌のベストテン』が後日の放送とする編成が組まれた（出典：中国新聞、1980年10月6日、テレビ・ラジオ欄）。しかし試合は雨天中止となったため、3番組とも同時ネットで放送された。